# Johann Georg Krafft
Johann Georg Krafft, auch Johann Georg Kraft (* 8. Juni 1740 in Baiersdorf bei Erlangen; † 2. Juli 1772 in Erlangen) war ein deutscher evangelischer Theologe und Hochschullehrer.

## Leben
Johann Georg Krafft war der Sohn von Konrad Adam Krafft, Oberamtsaktuar, Steuer- und Akziseeinnehmer und dessen Ehefrau Agnes Catharina (geb. Arzberger); sein Bruder war Syndikus der Universität Erlangen, Sebastian Adam Krafft (1736–1814).
Er erhielt anfangs Privatunterricht zu Hause, unter anderem bei Johann Jacob Sartorius, der ihn auch zum Studium empfahl, und besuchte von 1752 an das Gymnasium in Erlangen (heute: Gymnasium Fridericianum); dort hatte er unter anderem Unterricht bei Friedrich Deubner (1701–1758), Johann Samuel Wiesner und Georg Besenbeck. Er beendete die Schule am 11. Mai 1756 und immatrikulierte sich im Sommer 1756 an der Universität Erlangen und studierte Philologie, Philosophie und Theologie; dazu hörte er Vorlesungen bei Simon Gabriel Suckow, Johann Paul Reinhard, Johann Samuel Wiesner, Joachim Ehrenfried Pfeiffer, Caspar Jakob Huth und Johann Martin Chladni.
Am 2. Januar 1759 wurde er zweiter und 1762 erster Collaborator am Gymnasium in Erlangen, dazu wurde er am 3. Februar 1763 Vikar in Erlangen; seine Ordination erfolgte am 13. Juli 1763 in Bayreuth.
Nachdem er am 5. November 1764 zum Magister phil. promovierte und sich am 27. April 1765 für Philosophie an der Universität Erlangen habilitierte, begann er im Sommersemester 1765 Vorlesungen als Privatdozent an der Universität Erlangen zu halten. Am 10. Oktober 1765 wurde er dort zum außerordentlichen Professor ernannt und am 22. März 1766 in die Philosophische Fakultät aufgenommen; 1768 lehnte er Berufungen als Gymnasiallehrer nach Coburg und Rinteln ab.
Am 21. April 1768 erfolgte seine Berufung zum ordentlichen dritten Professor der Theologie sowie zum Universitätsprediger. Seine Aufnahme in den Senat erfolgte am 28. Juli 1768.
Bevor er am 18. April 1769 in die Theologische Fakultät aufgenommen wurde und sein philosophisches Lehramt niederlegte, promovierte er am 2. November 1768 zum Dr. theol.
Er war unter anderem mit dem Philosophen Johann Georg Heinrich Feder befreundet.
Johann Georg Krafft  war seit 1770 mit Kunigunda Eleonora (geb. Wels) verheiratet, gemeinsam hatten sie ein Kind.

## Mitgliedschaften
- Johann Georg Krafft wurde 1767 von der 1766 gegründeten Physikalisch-Ökonomischen Bienengesellschaft[5] in der Oberlausitz zum Ehrenmitglied ernannt.
- 1768 wurde er als Ehrenmitglied der Lateinischen Gesellschaft in Karlsruhe aufgenommen.

## Schriften (Auswahl)
- Observatio rhetorico-exegetica dvplicem oratoris et rhetoris cvram determinans, simvlque oracvlum Matth. X, 19 illvstrans. Erlangen 1764.
- D. philologico-exeget. pro fac. docendi. Erlangen 1765.
- De oratore timido, schediasma propemptērion. Erlangen 1765.
- Erlangische gelehrte Anmerkungen und Nachrichten. 1765–1768.[6]
- Chamos a Iephta derisvs, Ivdic. XI, 24. Erlangen 1766.
- Mose und Paulus, eine biblische Vergleichung. Nürnberg 1767.
- Der wahre Werth der Schönheit an einer Geliebten. Erlangen 1767. (Unter dem Pseudonym Sempronius Pholonis)
- Abhandlung von dem Redner aus dem Stegreife. Schwabach 1768.
- De Davidis in Avla Getheorum angvstiis : ad I Sam. XXI. Comm. 13. 14 nonnvlla praefatvs. Erlangen 1768.
- Die Weisheit des Redners sich nach der verschiedenen Beschaffenheit seiner Zuhörer zu richten. Schwabach 1768.
- Primitiae Mvneris Theologici. Erlangen 1769.
- Caspar Jakob Huth; Johann Georg Krafft: Herrn Caspar Jacob Huths Gesammlete Sonn- und Festtags-Predigten. Schwabach 1769.
- Schreiben an einen Freund von dem gegenwärtigen Zustande der Hochfürstlichen Friedrichs Alexanders Universität zu Erlangen. Ansbach 1770.
- Nascentem Christi ecclesiam sectae Ivdaicae nomine tvtam. Erlangen 1771.
- Natalem exoptatissimum serenissimae principis ac dominae Fridericae Carolinae, Marggraviae Brandenburgicae ... oratione solenni ... celebravi. Erlangen 1772.
- Viventis domini ecclesiam sectae Ivdaicae nomine tvtam. Erlangen 1772.